# Борошняний клей
Борошняний клей — рослинний клей, який готують з борошна.
В залежності від цілей, клей готують рідким або густим. Рідкий клей використовують для склеювання тонкого паперу, укріплювання аркушів. Густий клей використовують для склеювання більш міцного паперу, вставок журнального блоку в переплетену кришку, наклеювання етикеток.

## Приготування клею
Для приготування густого клею на 1 літру дистильованої або прокип'яченої води беруть 135 грам пшеничного борошна тонкого помолу, 12 г желатину, і 6 мл гліцерину. Для приготування рідкого клею — 8 грам борошна, 10 г желатину і 4 мл гліцерину. Желатин попередньо замочують в 50 мл води протягом 4 годин. Після цього в емальованому посуді нагрівають до кипіння 650 мл води. Зважене борошно ретельно розмішують в 300 мл холодної води і повільно при інтенсивному помішуванні вливають в закипівшу воду. Клей варять ще 20 хвилин при температурі 80-85оС, а після цього додають набряклий желатин і гліцерин. Як консервант можна додати формалін з розрахунку 0,5-1 мл на 100 мл клею. Такий клей можна зберігати в холодильнику 4-5 днів.